# Baldomero Lillo
Baldomero Lillo Figueroa (né à Lota, région du Biobío, le 6 janvier 1867 et mort le 10 septembre 1923 à San Bernardo) est un conteur chilien, considéré comme le maître du réalisme social dans son pays. Il était le frère de Samuel Lillo, écrivain chilien, Prix national de Littérature en 1947.

## Biographie
Baldomero Lillo est l’initiateur, dans le domaine de la littérature, du réalisme social chilien. Il est né à Lota, dans le bassin houiller du sud du Chili. Il vit dans cette ville minière les premières années de sa vie. En raison des difficultés financières de sa famille, très jeune, il doit arrêter ses études et prendre un emploi dans l’économat d’une compagnie minière de sa région. Néanmoins, et fort heureusement, ce premier emploi lui laisse beaucoup de temps disponible pour la lecture. Il peut ainsi s’imprégner des œuvres de Dostoïevski, Tourgueniev, Zola, Eça de Queirós, Dickens et Balzac, et aussi celles de Maupassant.
Arrivé à l’âge adulte, il part à Santiago du Chili, afin de se faire connaître dans les milieux littéraires de la capitale. Au cours de l’année 1903, six ans après le départ de sa ville natale, il remporte un important concours littéraire avec sa nouvelle Juan Fariña. Ce succès, outre la  reconnaissance de la critique et du public, lui permet de collaborer avec différents organes de presse. En 1904, il publia Subterra, un recueil composé de huit nouvelles, où il décrit la dure vie des mineurs du charbon. En 1907, il publia Subsole. Les six nouvelles de ce recueil racontent la vie des travailleurs de la campagne et de la mer.
L’œuvre de Baldomero Lillo décrit les conditions de vie de la classe ouvrière de son époque. Elle transforma les travailleurs en sujets littéraires à part entière, laissant ainsi une empreinte très forte dans l’imaginaire collectif chilien. Malgré sa brièveté, cette œuvre est un pilier très important de la littérature chilienne.

## Ouvrages publiés
- Subterra, 1904.
- Subsole, 1907.
- Relatos populares, 1947.
- El hallazgo y otros cuentos del mar, 1956.
- Pesquisa trágica, 1963.

Traductions
- The Devil’s and Other Stories, Pan American Union, Washington D.C., 1959.
- Alma da maquina. Traduçǎo de Gleiton Lentz, Desterro Ediçoes, Nephelibata, 2008.
- Subterra. Nouvelles adaptées de l’espagnol par Georges Aguayo, Edilivre, 2013.

Bibliographie en langue française
- Le Naturalisme, le Déterminisme et l’Étude du milieu dans “Germinal” d’Émile Zola et Subterra de Baldomero  Lillo, Marie-Anne Valente, Presses  académiques francophones.
- Persée : Subterra et le « socialisme » de Baldomero Lillo, Maurice Fraysse, Université de Toulouse-Le Mirail.

## Sources et liens externes
- Baldomero Lillo sur Memoria chilena
- Baldomero Lillo sur Cervantes Virtual